# Van mens tot mens
Van mens tot mens is een tweedelig hoorspel van Einer Plesner. Het werd vertaald door Jan F. de Zanger en door de NCRV uitgezonden op vrijdag 24 november 1967. De regisseur was Wim Paauw.

## Delen
- Deel 1 (duur: 48 minuten)
- Deel 2 (duur: 58 minuten)

## Rolbezetting
- Hans Karsenbarg (inleider & de deurwaarder)
- Hans Veerman (Prof. Albert Small)
- Joke Hagelen (Alice, zijn vrouw)
- Paul van der Lek (Prof. Hubert Brown)
- Huib Orizand (de rechter)
- Paul Deen (de officier van justitie)
- Frans Somers (Sir Basil Harding)
- Rob Geraerds (Prof. McGillicuddy)
- Jan Wegter (bewaarder)
- Willy Ruys (Brandon)
- Harry Bronk (dominee Grant)
- Piet Ekel (stem bij de terechtstelling)

## Inhoud
Dit hoorspel wekt herinneringen aan het toneelstuk De zaak Oppenheimer van Heinar Kipphardt. Ook hier een geleerde die terechtstaat op verdenking van spionage en landverraad. Het toneelstuk had echter een concrete grondslag in de processtukken, terwijl het hoorspel gebaseerd is op een hypothetisch gegeven. Professor Small leverde het geheim, dat hij blijkbaar als geen ander kende, over “van mens tot mens” en beroept zich ter verdediging van zijn handelwijze op de voosheid der morele wetten. Of een juryrechtbank zich laat overtuigen door zulk een bewijsvoering, staat nog te bezien…